# Windows Setup
Установка Windows (англ. Windows Setup) — програма, що встановлює операційну систему Windows на комп'ютер, а також сам процес установки. Процес установки зазнавав значних змін у зв'язку з переходом від DOS-версій Windows до Windows NT і з переходом від Windows NT 5.x (2000 і XP) до Windows Vista.

## Перші версії Windows
Для встановлення перших версій Windows потрібна сумісна версія DOS. Вся установка проходила на чорному тлі. Установка йшла з трьох дискет. Після установки і перезавантаження комп'ютера Windows вже працювала. Для запуску Windows 1.0.x необхідно було в DOS ввести команду win, для запуску Windows 2.x.x — win286 або win386, залежно від процесора.

## Windows 3.x
Програма установки сильно змінилася в плані оформлення. Тепер вона поділена на два етапи: текстовий і графічний, в якому працює миша. Установник визначає пристрої комп'ютера, однак, у разі помилки визначення пристрою, інсталятор пропонує користувачеві зробити це самостійно. Після установки система запускалася командою wi. Можна було налаштувати AUTOEXEC.BAT для автоматичного запуску оболонки Windows.

## Windows 9x
ОС сімейства Windows 9x (Windows 95, Windows 98 і Windows ME) не вимагає наявності на комп'ютері попередньо встановленої MS-DOS, проте необхідна версія MS-DOS встановлюється разом з Windows. Перший етап установки — форматування жорсткого диска в потрібну файлову систему FAT16 або FAT32), потім — перевірка жорсткого диска програмою ScanDisk на наявність помилок (у разі виявлення помилок — також їх коригування). Після цього запускається установка у визначений користувачем каталог (зазвичай — C:\WINDOWS). На першій фазі установки інтерфейс інсталятора нагадує інтерфейс Windows 3.x. Після проходження першої фази установки комп'ютер перезавантажується і починається з жорсткого диска, проте (на відміну від деяких систем лінійки Windows NT) наявність інсталяційного диска необхідно для копіювання системних файлів. Під час установки задаються параметри мережі, вибираються необхідні програми, а також вводиться серійний номер для Windows.

## Windows NT, 2000, XP
Інсталяційний процес, введений в Windows NT 3.1 залишався незмінним до виходу Windows NT 6.x. Після завантаження програми установки Windows пропонувала два варіанти: перший — встановлення Windows, другий — відновлення системи за допомогою консолі відновлення. До Windows NT 4.0 також можна було вивести довідку по установці, натиснувши F1. Користувач повинен був ознайомитися з ліцензійною угодою і вибрати розділ для установки в нього Windows. Після цього починаються форматування диска (або видалення попередньої версії Windows), копіювання файлів і комп'ютер перезавантажується в графічне середовище. Введення ключа продукту обов'язковий (втім, у Windows XP Home Edition можна скористатися 30-денним пробним періодом). У Windows XP після другої перезавантаження відкривається програма налаштування Windows, пропонує приєднатися до Інтернету, активувати систему, зробити облікові записи для кожного користувача і зареєструватися в Microsoft.

## Windows Vista та 7
Ще в Windows Longhorn був видалений текстовий етап установки, тепер вона вся графічна. У Windows Vista відразу ж після вибору опції «Встановити» з'являлося вікно введення ключа продукту, однак це можна було відкласти. Форматування жорсткого диска за замовчуванням проводилося в системі NTFS і стала проходити набагато швидше (за декілька секунд, на відміну від попередніх версій системи, в яких форматування йшло за 5-10 хвилин). Після установки відкривалося вікно «Налаштування Windows», де користувач міг налаштувати фон робочого столу, ім'я комп'ютера, час і т. д. Після натискання на кнопку «Пуск» у вікні «Спасибі» починалася перевірка продуктивності комп'ютера. У Windows 7 ключ продукту вводився у вікні «Настройка Windows», а також опція «Оновлення» стала доступна і при завантаженні програми з компакт-диска. Комп'ютер перезавантажувався двічі: спочатку — після установки оновлень, а потім — після завершення установки. При установці Windows з-під Windows перша перезавантаження відбувається приблизно на 25-му відсотку розпакування файлів.

## Windows 8
У Windows 8 сильно змінився другий етап установки, а також установка з-під попередньої версії Windows. Введення ключа продукту, тепер проводиться на першому етапі, до того ж це стало обов'язковим. В іншому все залишилося, як і раніше. Другий етап установки зазнав безліч змін. Пропонувалося вибрати основний колір системи, ввести ім'я комп'ютера, створити обліковий запис Microsoft. Також весь він виконаний в новому стилі Modern UI.

## Windows 10
Вигляд установки Windows 10 не особливо змінився у порівнянні з встановленням Windows 8, однак першим пунктом в другому етапі є вказування правильної розкладки клавіатури, а не персоналізація, як у Windows 8. Також установка Windows 10 трохи швидша, ніж у попередників. Введення ключа продукту тепер можна пропустити.